# Zolotarevskyella
Zolotarevskyella is een geslacht van kevers uit de familie van de loopkevers (Carabidae). De wetenschappelijke naam van het geslacht is voor het eerst geldig gepubliceerd in 1953 door Mateu.

## Soorten
Het geslacht Zolotarevskyella omvat de volgende soorten:
- Zolotarevskyella afghana Mateu, 1976
- Zolotarevskyella rhytidera (Chaudoir, 1876)
- Zolotarevskyella strigicollis (Wollaston, 1867)